# Metapelma sylvaticum
Metapelma sylvaticum is een vliesvleugelig insect uit de familie Eupelmidae. De wetenschappelijke naam is voor het eerst geldig gepubliceerd in 1953 door Risbec.